# Análise setorial
A análise setorial permite verificar e conhecer o contexto econômico em que uma empresa está atuando, sua concorrência, podendo avaliar suas oportunidades e fraquezas, identificando tendências que possam ter impacto nos negócios. Ele fornece informações que permitem identificar fatores de risco e oportunidades de investimentos, além da avaliação do desempenho desses setores. Estas informações fornecem projeções e traçam cenários para os diversos segmentos da economia.
A análise e caracterização de um setor permite comparar qualquer empresa com o seu setor de atividade, em várias dimensões, garantindo-lhe um conhecimento profundo do setor, dos seus principais intervenientes e tendências.
Com a Análise Setorial pode-se:
- Avaliar se o mercado cresce ou está maduro;
- Conhecer o comportamento e antecipar as tendências do setor;
- Reconhecer as estratégias vencedoras;
- Identificar os principais intervenientes;
- Encontrar novas oportunidades, prever e evitar riscos.

Devendo para o efeito, contemplar sete grandes áreas, tais como:
- Descrição geral do Setor;
- Produtos, serviços e tecnologias;
- Estrutura;
- Dinâmica e crescimento;
- Concorrência atual e potencial;
- Fornecedores;
- Clientes e canais de distribuição

Para entender como se processa a análise setorial é necessário compreender que o ciclo econômico é considerado um padrão recorrente de recessões e recuperações da economia, em que nem todos os setores são igualmente sensíveis. Reconhecer a sensibilidade do setor é crucial para a realização da análise, uma vez que cada setor tem sensibilidades diferentes, podendo assumir comportamentos diferentes, o que vai interferir na definição de uma previsão adequada para o setor analisado. 
Para se determinar a sensibilidade são verificados fatores como sensibilidade do lucro em relação ao ciclo econômico, dentre eles a sensibilidade das vendas, a alavancagem operacional e alavancagem financeira. 
Exemplos de setores mais sensíveis são o automobilístico e de bens duráveis, pois são voláteis nos períodos de recessão, visto que, os consumidores nesses períodos postergam a opção de compra desses bens. No entanto, existem setores que são pouco sensíveis às condições econômicas como alimentos, medicamentos, serviços médicos e serviços públicos. Outros com baixa sensibilidade são os que a renda não é um fator determinante de demanda crucial, a exemplo cigarros e o setor cinematográfico: o primeiro é determinando pelo vício e o segundo nos momentos de recessão o nível de renda do consumidor fica mais baixo, e o mesmo tende a substituir lazeres mais caros por filmes.
Portanto, são requisitos básicos para a elaboração de uma análise setorial dados sobre investimentos no setor, projeções atualizadas do que vai acontecer no setor, tendência dos preços e nível de atividade e do consumo.
Como instrumentos de suporte a análise setorial pode-se destacar a análise de sensibilidade, a análise de cenários e o modelo de Monte Carlos. Essas ferramentas possibilitam a execução de projeções diante das mais diversas situações. Considerando inúmeras variáveis que possam afetar as atividades de uma empresa, o gestor pode "jogar" as informações num programa de computador e, então, verificar um ambiente futuro nas condições por ele previstas.